# Evergreen (Colorado)
Evergreen is een plaats (census-designated place) in de Amerikaanse staat Colorado, en valt bestuurlijk gezien onder Jefferson County.

## Demografie
Bij de volkstelling in 2010 werd het aantal inwoners vastgesteld op 9.038.

## Geografie
Volgens het United States Census Bureau beslaat de plaats een oppervlakte van
30,2 km², waarvan 30,0 km² land en 0,2 km² water. Evergreen ligt op ongeveer 2276 m boven zeeniveau.

## Plaatsen in de nabije omgeving
De onderstaande figuur toont nabijgelegen plaatsen in een straal van 16 km rond Evergreen.